# آن هايلاند
آن هايلاند (بالإنجليزية: Ann Hyland)‏ هي مدربة خيول ومؤرخة ومؤرخة عسكرية بريطانية، ولدت في 1936.